# Al'burikent
Al'burikent (in russo  Альбурикент?; in lingua cumucca: Албёригент) è un insediamento di tipo urbano della Russia situato nel Daghestan. Fa parte del distretto urbano della città di Machačkala. Si trova 5 km dal centro della capitale, sul versante orientale del monte Tarki-Tau.